# ألفونسو كاسو
ألفونسو كاسو (بالإسبانية: Alfonso Caso)‏ هو عالم آثار ومحامي مكسيكي، ولد في 1 فبراير 1896 في مدينة مكسيكو في المكسيك، وتوفي بنفس المكان في 30 نوفمبر 1970.

## وصلات خارجية
- ألفونسو كاسو على موقع الموسوعة البريطانية (الإنجليزية)